# Église Saints-Boris-et-Gleb de Ziouzino
L'église Saints-Boris-et-Gleb de Ziouzino (en russe : Церковь святых благоверных Бориса и Глеба в Зюзине) est une église orthodoxe du doyenné d'Andreïev dans l'éparchie urbaine de Moscou. L'église est située dans le district municipal de Moscou dénommé Ziouzino (anciennement Ziozino), au sud-ouest de la ville de Moscou (situation : oulitsa Perekopskaïa, n° 7).

## Histoire
Le domaine, qui se trouve dans le village de Ziouzino, appartenait au prince Prozorovski. La construction de l'église actuelle avec, en bas, sa partie chauffée dédiée au grand-prince Vladimir Ier (connu aussi comme Saint Vladimir) et, en haut, la partie d'été dédiée aux saints princes Boris et Gleb a été réalisée de 1698 à 1704. Précédemment, il existait une église en bois qui avait été consacrée en 1688.
En 1938, l'église est fermée. À la fin des années 1950, sa première restauration a commencé après laquelle y a été installée une usine qui fabriquait des diamants artificiels pour l'industrie. En 1979, une nouvelle restauration est réalisée après laquelle l'église sert de salle d'archivage des documents du Ministère de l'industrie d'URSS.
En 1989, l'église est passée dans la communauté du district de Sébastopol dans Moscou, a été reconsacrée et a recommencé à fonctionner.
Depuis 2005, une école de catéchisation pour enfants et adultes fonctionne le dimanche.

## Architecture
L'originalité de cette église tient à son plan en croix latine et à la réunion en un seul ensemble du clocher et de l'église. Le style est représentatif du baroque Narychkine. L'architecture est proche de celle de l'église de la Sainte-Trinité de Troïtsé-Lykovo. Beaucoup d'églises de ce style ont été attribuées à l'architecte Yakov Boukhvostov dont celle-ci à Ziouzino, mais à tort.
Le corps de l'église est formé de deux octaèdres coiffés d'une coupole-lanterne. Deux tourelles octogonales à bulbes témoignent de l'influence du baroque ukrainien. Le décor des façades consiste en des colonnes encastrées et de corniches et larmiers profilés. Cette sobriété est typique des constructions commanditées par le prince Prozorovski.   
En 1879, un clocher-tour surmonté d'une flèche a été ajouté, mais n'existe plus aujourd'hui.